# Bassià de Lodi
Bassià de Lodi (italià: Bassiano di Lodi, en llatí: Bassianus Laudensis; ca. 320 ca. 409) va ser un sant italià, patró de Lodi i Pizzighettone a Itàlia.

## Biografia
Nascut a Siracusa, era fill de Sergi, el prefecte de la ciutat. L'enviaren a Roma per completar els seus estudis. Fou convertit al cristianisme per un monjo anomenat Jordà (Jordanus).
Son pare, que volia que el seu fill apostatés, li va demanar que tornés a Siracusa. Bassià no ho va fer i viatjà a Ravenna. Quan el bisbe de Lodi va morir el 373, Bassià en fou el successor. Va construir-hi l'església dedicada als apòstols, consagrant-la l'any 381 davant la presència dels bisbes Ambròs de Milà i Feliu de Como. Va participar en el Concili d'Aquileia en 381 i potser també al Concili de Milà (390), on Jovinià fou condemnat.
La signatura de Bassià es troba al costat de la de Sant Ambròs en una carta enviada al papa Sirici. El 397, Bassià fou present en la mort del seu amic Ambrós. Va morir l'any 409, potser el 19 de gener, dia de la seva festivitat.

## Veneració
En 1158, quan les forces milaneses van destruir Lodi, les seves relíquies van ser traslladades a Milà. Més tard van ser retornades, en el 1163, quan Lodi va ser reconstruïda per Frederic Barba-roja.